# Lech (postać legendarna)

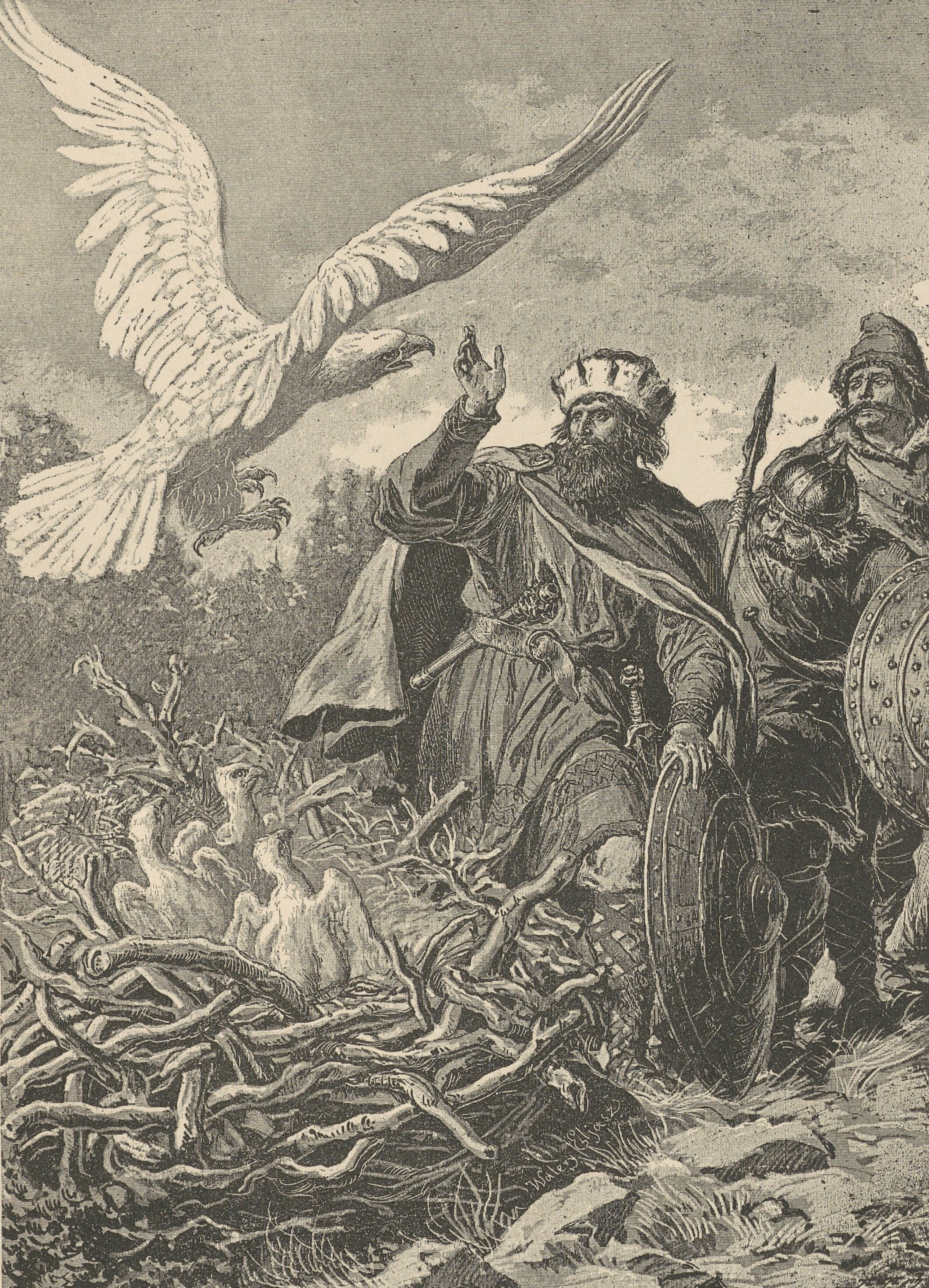
Lech z braćmi: Czechem i Rusem

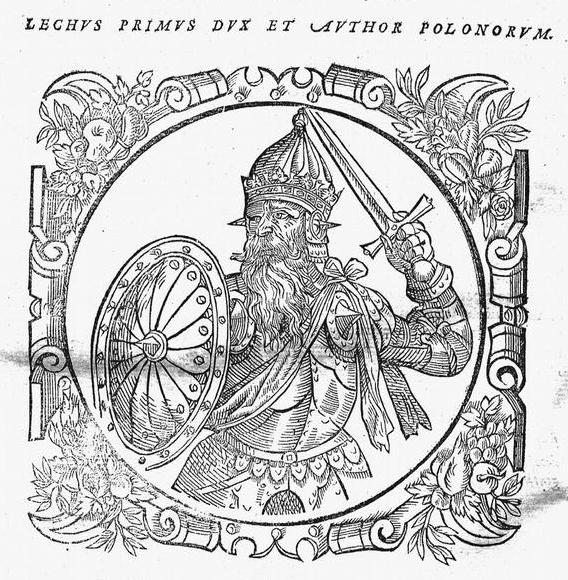
Lech I

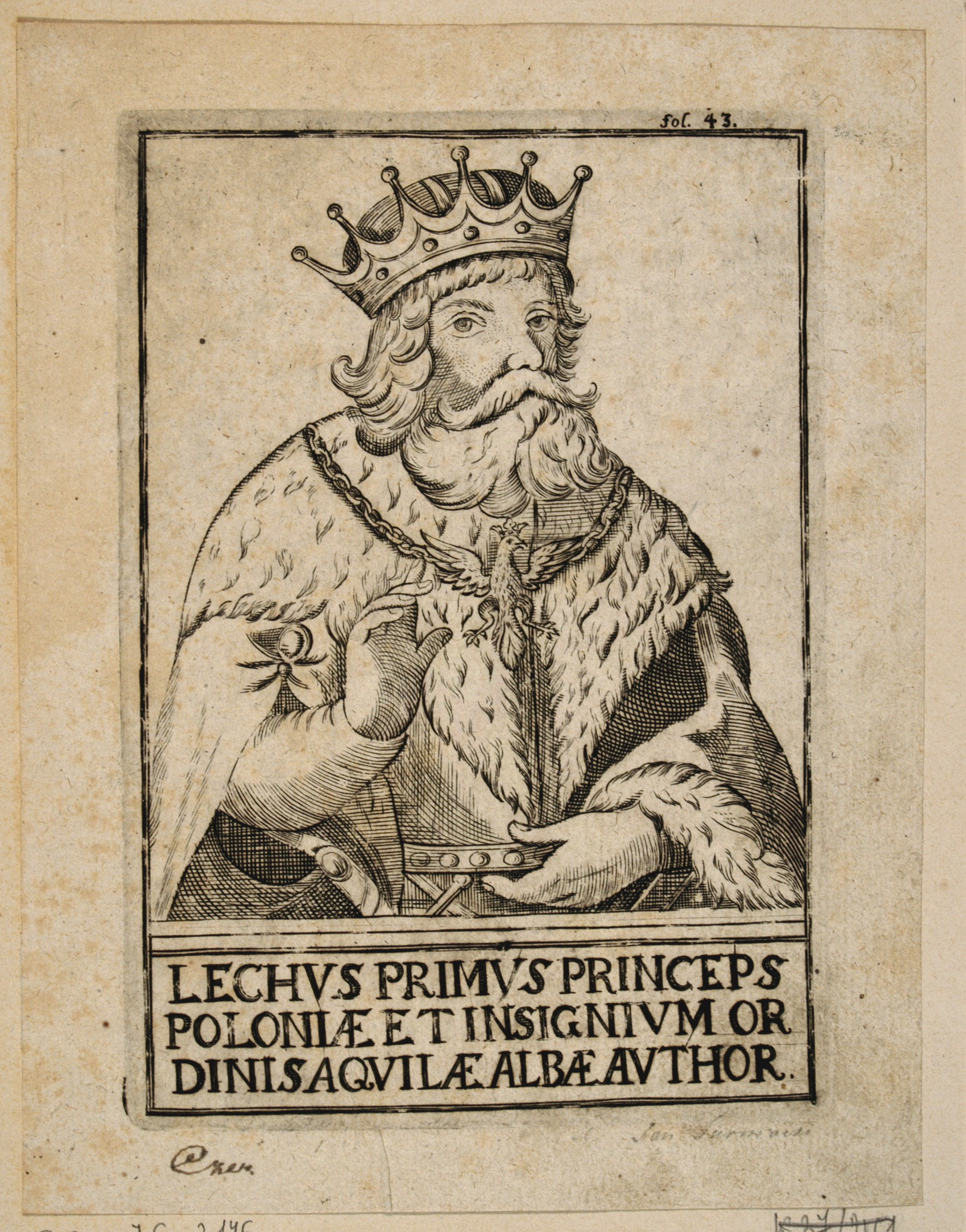
Lechvs Primvs Princeps Poloniae et Insignium Ordinis Aquilae Albae Avthor autorstwa Jana Surmackiego

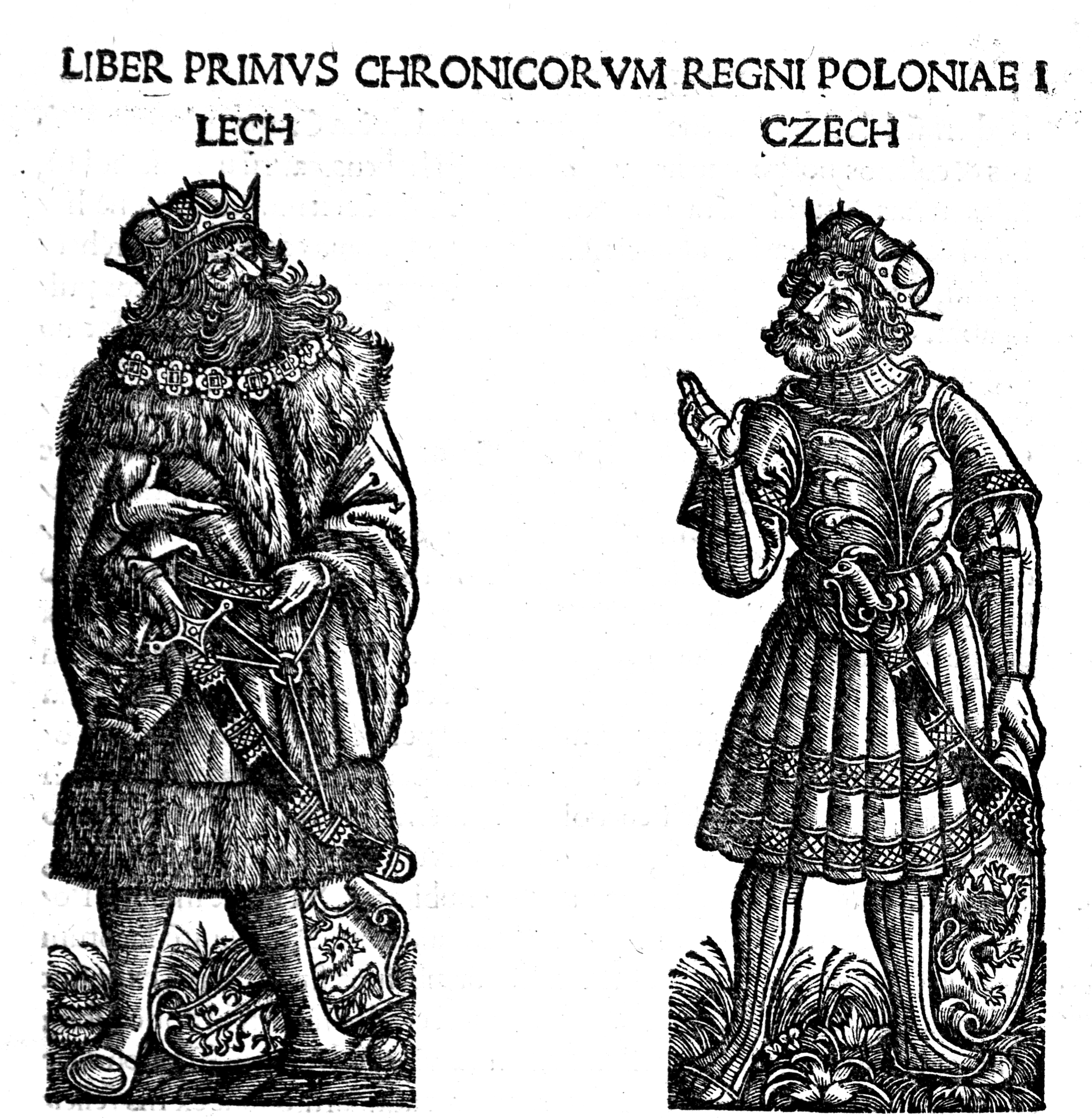
Lech i Czech na drzeworycie z Kroniki Macieja Miechowity

Lech – legendarny protoplasta Polaków, jeden z trzech braci-założycieli państw słowiańskich. Twórca państwa Polan oraz jego pierwszej stolicy – Gniezna. Brat Czecha i Rusa. Tradycja przypisuje mu stworzenie nazwy pierwszej stolicy Polski i określenie godła państwa – Orła Białego. Legenda o nim pojawiła się m.in. w Kronice wielkopolskiej. Od jego imienia pochodzi nazwa Wzgórza Lecha w Gnieźnie.

## Legenda
Lech w źródłach pojawia się po raz pierwszy w legendzie o Lechu, Czechu i Rusie, która spisana została w Kronice wielkopolskiej, napisanej po łacinie w II połowie XIII wieku. Według anonimowego kronikarza bracia pochodzili z Panonii i po przybyciu na północ założyli państwa nazwane ich imionami. Legendy czeskie podają, że Czech osiedlił się na górze Říp, a Lech ruszył dalej i założył Gniezno, można rozważyć hipotezę, że wyruszyli w VII wieku z Moraw, podczas słowiańskiej rewolty przeciw panowaniu Awarów (dla porównania: czeska historiografia podawała tradycyjnie datę śmierci Praojca Czecha na 661 rok).

Gdy zaś ze swoim potomstwem wędrował przez rozległe lasy, gdzie teraz istnieje królestwo polskie, przybywszy wreszcie do pewnego uroczego miejsca, gdzie były bardzo żyzne pola, wielka obfitość ryb i dzikiego zwierza, tamże rozbił swe namioty. A pragnąc tam zbudować pierwsze mieszkanie, aby zapewnić schronienie sobie i swoim rzekł „Zbudujmy gniazdo”! Stąd i owa miejscowość aż do dzisiaj zwie się Gniezno, to jest „budowanie gniazda”.

Według późniejszej legendy Lech podczas postoju na terenach dzisiejszej Wielkopolski ujrzał pod wieczór sporych rozmiarów gniazdo na drzewie. Znajdował się w nim biały orzeł z dwoma pisklętami. Gdy Lech przyglądał się jemu, orzeł rozpostarł skrzydła na tle nieba czerwonego od zachodzącego słońca. Lech zachwycił się i postanowił osiąść w tym miejscu. Na pamiątkę w swoim herbie umieścił białego orła na czerwonym tle, a miejsce nazwał Gnieznem od słowa gniazdo. Legenda ta występuje w kilku wersjach, różniących się szczegółami i dokładnością opisu. Obecnie opowieść o Lechu, Czechu i Rusie jest traktowana głównie jako legenda dla dzieci i jest nieobowiązkową lekturą dla uczniów szkoły podstawowej.
Błędnie uważa się, że najstarsza wzmianka o Lechu pochodzi z czeskiej kroniki Dalimila z początku XIV wieku, gdzie rzekomo został on przedstawiony w towarzystwie Czecha, legendarnego praojca narodu czeskiego. Faktycznie odnośny fragment brzmi następująco:
V srbském jazyku jest země
jiežto Charvaty jest jmě.
V tej zemi bieše Lech,
jemužto jmě bieše Čech.
Ten mužobojstva se dočini,
pro něž svú zemiu provini.
Ten Čech jmějieše bratróv šesť,
pro něž jmějieše moc i česť,
a ot nich mnoho čeledi,
juž jedné noci Čech osledi.
U Dalimila po prostu Czech był lechem (chodzi więc o pozycję społeczną; w języku czeskim używanym w XIV wieku lech znaczyło „mąż, mężczyzna”). Lech w czeskich źródłach pojawił się dopiero około 1374, w Kronice czeskiej do roku 1330, Přibika z Radenina zwanego Pulkawą.
Istnieje hipoteza łącząca legendarnego Lecha z czeskim księciem Lechem, który zginął w 805 roku w walce z wojskami Karola Wielkiego.

## Pochodzenie imienia
Imię protoplasty Polaków pochodzi zapewne od nazwy plemienia Lędzian – Lechici, która pojawiła się m.in. w Geografie Bawarskim w formie Lendizi. W późniejszym czasie określenie Lechici zostało przyporządkowane wszystkim mieszkańcom państwa polskiego. Do dziś funkcjonuje w tym znaczeniu w wielu językach wschodnich wraz z rzeczownikiem określającym samo państwo – Lechia. Nazwa ta w zgrubiałej formie Ljachowie została użyta m.in. w ruskiej Powieści minionych lat: Slověne że ovi prišedše i sědoša na Vislě i prozvaša sja Ljachově. A od tech Ljachov prozvaša sja Poljane. Nazwę tę zastosował także Wincenty Kadłubek w zlatynizowanych formach Lechitae (Lechici) i lechiticus (lechicki). Jednokrotnie w jego kronice polskiej pojawia się także Lechia na określenie Polski. W kronice brakuje natomiast wzmianki o samym Lechu. Legenda ta nie pojawia się także we wcześniejszej kronice Galla Anonima.

## Poezja
Baśń o Lechu już w średniowieczu pobudzała pisarzy do poetyckiego przedstawiania pradziejów polskich tak, jak to czyniła literatura rzymska. Podjęto próby napisania eposu Lechiada wzorując się na Eneidzie, opisującej baśniową historię narodzin Rzymu. Maciej Kazimierz Sarbiewski, piszący w I poł. XVII wieku, przygotował Lechiadę obliczoną na 12 tomów. Eposu tego poeta nigdy nie dokończył. Zachował się tylko fragment księgi jedenastej.